# Alavieska
Alavieska är en kommun i landskapet Norra Österbotten i Uleåborgs län. Alavieska har 2 491 invånare och har en yta på 253,02 km².
Grannkommuner är Kalajoki, Merijärvi, Oulainen och Ylivieska.
Alavieska är en enspråkigt finsk kommun.

## Geografi

### Tätorter
Vid tätortsavgränsningen den 31 december 2021 fanns endast en tätort inom Alavieska kommuns område: Alavieska kyrkoby med 1 291 invånare.

## Styre och politik

### Kommunfullmäktige
| Presidium 2021–2025    | Presidium 2021–2025 | Presidium 2021–2025 |
| ---------------------- | ------------------- | ------------------- |
| Ordförande             | C                   | Riikka Rajala       |
| Förste vice ordförande | SAF                 | Jarkko Pehkonen     |
| Andre vice ordförande  | C                   | Jyrki Vääräkoski    |

Källa: Alavieska kommun.

### Kommunstyrelsen
| Presidium 2021–2025 | Presidium 2021–2025 | Presidium 2021–2025 |
| ------------------- | ------------------- | ------------------- |
| Ordförande          | C                   | Tapio Mattila       |
| Vice ordförande     | SAF                 | Tuomo Taka-Eilola   |

Källa: Alavieska kommun.

### Mandatfördelning i Alavieska kommun, valen 1976–2021
| 3 | 1 | 16 | 1 |

| 3 | 1 | 16 | 1 |

| 2 | 2 | 16 | 1 |

| 2 | 2 | 17 |

| 2 | 1 | 2 | 15 | 1 |

| 2 | 1 | 17 | 1 |

| 1 | 1 | 18 | 1 |

| 1 | 2 | 18 |

| 13 | 8 |

| 1 | 3 | 17 |

| 15 | 6 |

| 1 | 4 | 14 | 1 | 1 |

| 14 | 7 |

| 1 | 1 | 4 | 13 | 1 | 1 |

| 11 | 10 |

| 1 | 7 | 13 |

| 15 | 6 |

### Vänorter
Alavieska har inga vänorter.

## Befolkning

### Demografi

#### Befolkningsutveckling
| Befolkningsutvecklingen i Alavieska kommun 1975–2020                                                         | Befolkningsutvecklingen i Alavieska kommun 1975–2020 | Befolkningsutvecklingen i Alavieska kommun 1975–2020 | Befolkningsutvecklingen i Alavieska kommun 1975–2020 | Befolkningsutvecklingen i Alavieska kommun 1975–2020 |
| --- | ---------------------------------------------------- | ---------------------------------------------------- | ---------------------------------------------------- | ---------------------------------------------------- |
| |                                                      |                                                      |                                                      |                                                      |
| År |                                                      |                                                      | Folkmängd                                            |                                                      |
| 1975 | 1975                                                 |                                                      | 3 056                                                |                                                      |
| 1980 | 1980                                                 |                                                      | 2 990                                                |                                                      |
| 1985 | 1985                                                 |                                                      | 3 040                                                |                                                      |
| 1990 | 1990                                                 |                                                      | 3 072                                                |                                                      |
| 1995 | 1995                                                 |                                                      | 3 051                                                |                                                      |
| 2000 | 2000                                                 |                                                      | 2 940                                                |                                                      |
| 2005 | 2005                                                 |                                                      | 2 854                                                |                                                      |
| 2010 | 2010                                                 |                                                      | 2 770                                                |                                                      |
| 2015 | 2015                                                 |                                                      | 2 687                                                |                                                      |
| 2020 | 2020                                                 |                                                      | 2 517                                                |                                                      |
| Anm: Uppgifterna avser förhållandena den 31 december nämnda år enligt områdesindelningen den 1 januari 2022. |                                                      |                                                      |                                                      |                                                      |

#### Invånare efter födelseland
Av Alavieska kommuns 2 447 invånare den 31 december 2022 var 51 (2,08 %) födda utomlands. Personer födda i länder med färre än 10 invånare i kommunen är dolda av sekretesskäl.
| Nr | Födelseland                      | Antal | Andel (%) | Andel i hela riket |
| -- | -------------------------------- | ----- | --------- | ------------------ |
| 1  | Finland                          | 2 396 | 97,56     | 91,43              |
| 2  | Sverige                          | 23    | 0,94      | 0,61               |
| -  | Övriga födelseländer (sekretess) | 28    | 1,14      | 7,96               |

### Språk
Befolkningen efter språk (modersmål) den 31 december 2022. Finska, svenska och samiska räknas som inhemska språk då de har officiell status i landet. Resten av språken räknas som främmande. För språk med färre än 10 talare är siffran dold av Statistikcentralen på grund av sekretesskäl.
| Språk                        | Talare 2022-12-31 | Talare 2022-12-31 |
| Språk                        | Antal             | Andel (%)         |
| ---------------------------- | ----------------- | ----------------- |
| Hela befolkningen            | 2 447             | 100,0             |
| Inhemska språk totalt        | 2 425             | 99,1              |
| Finska                       | 2 421             | 98,9              |
| Svenska                      | 4                 | 0,2               |
| Främmande språk totalt       | 22                | 0,9               |
| Språk med färre än 10 talare | 22                | 0,9               |

|  | Finska (98,9 %) |

|  | Svenska (0,2 %) |

|  | Främmande språk (0,9 %) |

|  | Finska (98,9 %) |

|  | Svenska (0,2 %) |

|  | Främmande språk (0,9 %) |